# Kanton Le Pellerin
Le Pellerin is een voormalig kanton van het Franse departement Loire-Atlantique. Het kanton maakte deel uit van het arrondissement Nantes. Het werd opgeheven bij decreet van 25 februari 2014 met uitwerking op 22 maart 2015.

## Gemeenten
Het kanton Le Pellerin omvatte de volgende gemeenten:
- Cheix-en-Retz
- La Montagne
- Le Pellerin (hoofdplaats)
- Port-Saint-Père
- Rouans
- Saint-Jean-de-Boiseau
- Sainte-Pazanne
- Vue